# Автобан Ашхабад—Туркменабат
Автобан Ашхабад — Туркменабат — высокоскоростная автомагистраль в Туркменистане, протянувшаяся с запада на восток страны, соединив столицу Ашхабад с городом Туркменабат на границе с Узбекистаном. Общая протяженность автобана составляет 600 километров. Автобан в некоторой мере повторяет маршрут автодороги M37.

## История и строительство
Прокладка автобана началась 24 января 2019 года и включает в себя три этапа: Ашхабад—Теджен (203 км), Теджен—Мары (109 км) и Мары—Туркменабад (288 км). Общая стоимость проекта составляет 2,4 миллиардов долларов США. Строительство автобана Ашхабад — Туркменабат осуществляется акционерным обществом закрытого типа «Туркмен автобан» (туркм. Türkmen Awtoban). B качестве субподрядчиков выступили индивидуальные предприятия «Нусайоллары» и «Хызмат меркези», а также хозяйственные общества «Эдермен» и «Алтын несил». Эти организации отвечали за различные этапы строительства и обеспечение необходимой инфраструктуры вдоль автобана.
Первый участок автобана — Ашхабад — Теджен протяженностью 203 километра — был запущен в эксплуатацию в октябре 2021 года. В мероприятии приняли участие высокопоставленные иностранные гости, генсек ОЭС, региональные и страновые представители Исламского банка развития, Азиатского банка развития, Европейского Банка реконструкции и развития. В рамках торжества региональный директор австрийской компании VCE Vienna Consulting Engineers ZT GmbH объявил о вручении международного сертификата, свидетельствующего о соответствии новой дороги международным стандартам качества в области проектирования и реализации высокоскоростных автомагистралей. 
В апреле 2024 года был открыт следующий участок Теджен — Мары длиной 109 километров при участии Президента Туркменистана Сердара Бердымухамедова. «Прокладка автобана — очередное свидетельство возрождения древнего тракта — Великого Шёлкового пути — в современном формате», отметил глава государства.
С января 2024 года шло строительство третьего участка Мары—Туркменабат длинной 288 километров. В марте 2025 года был уложен первый слой асфальта.

## Описание
Автобан имеет 6 полос для движения и дополнительные полосы для аварийных ситуаций. Дорожное покрытие выполнено из высококачественного асфальтобетона и современных материалов, что увеличивает прочность и несущую способность дороги.
Вдоль автобана расположены стоянки, места отдыха, магазины, кафе, заправки и другая инфраструктура для удобства водителей и пассажиров. Специальная система управления движением собирает данные о транспортном потоке с камер видеонаблюдения и метеостанций и передает их в службу дорожного надзора.
В процессе строительства автобана были приняты меры по минимизации воздействия на окружающую среду. Разработаны программы по озеленению придорожных территорий и защите местных экосистем.

## Значение
Автобан Ашхабад — Туркменабат является одним из крупнейших инфраструктурных проектов Туркменистана. Он обеспечивает автомобильным грузопотокам выход на автодороги до Азиатско-Тихоокеанского региона и служит скоростной транспортной артерией для быстрой и дешевой перевозки товаров на большие расстояния.